# Bulhary (Slowakei)
Bulhary, ungarisch Bolgárom (bis 1927 slowakisch „Bolgáry“) ist eine Gemeinde im Süden der Slowakei mit 347 Einwohnern (Stand 31. Dezember 2024). Sie gehört zum Okres Lučenec, einem Kreis des Banskobystrický kraj, und ist zugleich Teil der traditionellen Landschaft Novohrad.

## Geografie
Die Gemeinde befindet sich im Nordteil des Berglands Cerová vrchovina, am Bach Šávoľský potok im Einzugsgebiet der Suchá und somit des Ipeľ. Das Ortszentrum liegt auf einer Höhe von 215 m n.m. und ist vier Kilometer von Fiľakovo sowie 19 Kilometer von Lučenec entfernt.
Nachbargemeinden sind Šávoľ im Nordwesten und Norden, Husiná im Nordosten, Konrádovce im Osten, Šíd im Südosten und Süden sowie Fiľakovo im Südwesten und Westen.

## Geschichte

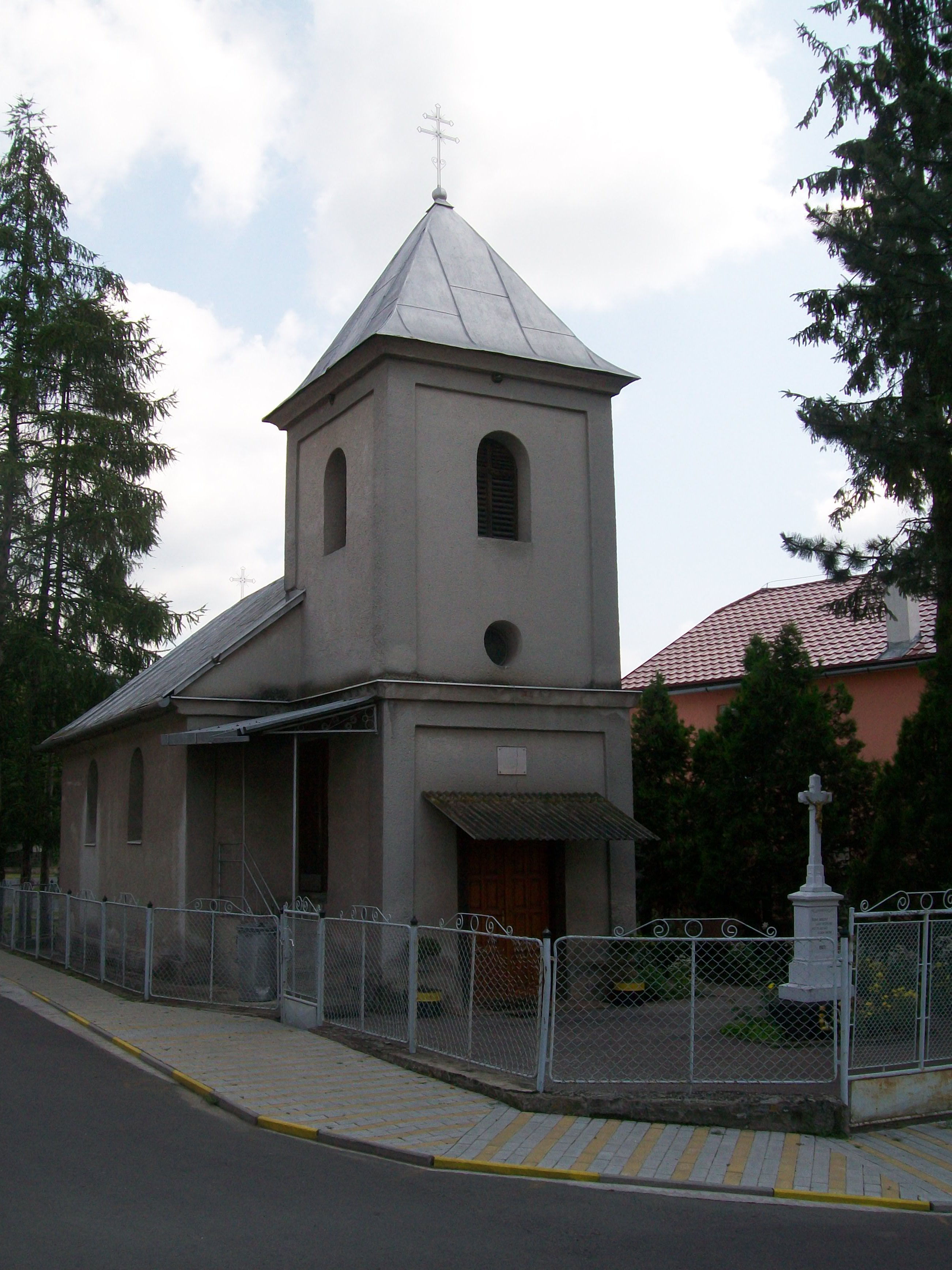
Allerheiligenkirche im Ort

Bulhary wurde zum ersten Mal 1435 als Bolgarom schriftlich erwähnt und lag in der ersten Hälfte des 16. Jahrhunderts in der Herrschaft der Burg Fileck. Zwischen 1554 und 1593 stand das Gebiet unter türkischer Besetzung, im 17. Jahrhundert war das Dorf Besitz des Landadels. 1828 zählte man 27 Häuser und 263 Einwohner, die als Landwirte und Arbeiter im nahen Basaltbruch beschäftigt waren, im frühen 20. Jahrhundert fanden sie zudem Arbeit in Industriebetrieben in Fiľakovo. Es gab Großgüter der Familien Coburg und Alitisz.
Bis 1918/1919 gehörte der im Komitat Neograd liegende Ort zum Königreich Ungarn und kam danach zur Tschechoslowakei beziehungsweise heute Slowakei. Auf Grund des Ersten Wiener Schiedsspruchs lag er von 1938 bis 1944 noch einmal in Ungarn. 

## Bevölkerung
| Jahr                | 1994 | 2004    | 2014     | 2024    |
| ------------------- | ---- | ------- | -------- | ------- |
| Anzahl der Personen | 292  | 287     | 318      | 347     |
| Unterschied         |      | −1,71 % | +10,80 % | +9,11 % |

| Jahr                | 2023 | 2024    |
| ------------------- | ---- | ------- |
| Anzahl der Personen | 335  | 347     |
| Unterschied         |      | +3,58 % |

Gemäß der Volkszählung 2011 wohnten in Bulhary 305 Einwohner, davon 279 Magyaren, 17 Slowaken, drei Roma und ein Deutscher. Ein Einwohner gab eine andere Ethnie an und vier Einwohner machten keine Angabe zur Ethnie.
285 Einwohner bekannten sich zur römisch-katholischen Kirche, fünf Einwohner zur reformierten Kirche und zwei Einwohner zu den Zeugen Jehovas. Neun Einwohner waren konfessionslos und bei vier Einwohnern wurde die Konfession nicht ermittelt.

## Bauwerke und Denkmäler
- römisch-katholische Allerheiligenkapelle im klassizistischen Stil aus dem Jahr 1849[6]